# 小行星6646
小行星6646（英語：6646 Churanta）是一颗围绕太阳公转的小行星。1991年2月14日，埃莉諾·赫琳在帕洛马山发现了此天体。
这颗小行星的绝对星等为105.90182等。